# 西大崎村 (宮城県)
西大崎村（にしおおさきむら）は、昭和29年（1954年）まで宮城県玉造郡の東南部にあった村。現在の大崎市岩出山下目・岩出山南沢および古川南沢にあたる。

## 地理
- 河川：江合川

## 沿革
- 1896年（明治29年）4月1日 - 大崎村を西大崎村と東大崎村に分割したため発足。西大崎村の範囲は江戸時代の下野目村・南沢村に相当する。
- 1954年（昭和29年）4月1日 - 岩出山町・一栗村・真山村と合併し、新制の岩出山町となる。

## 行政
- 歴代村長

| 代 | 氏名         | 就任                       | 退任                       | 備考 |
| -- | ------------ | -------------------------- | -------------------------- | ---- |
| 1  | 氏家作右衛門 | 明治29年（1896年）5月15日  | 明治33年（1900年）5月14日  |      |
| 2  | 千葉甚四郎   | 明治33年（1900年）5月19日  | 明治35年（1902年）7月13日  |      |
| 3  | 氏家作右衛門 | 明治35年（1902年）8月31日  | 明治41年（1908年）7月17日  | 再任 |
| 4  | 今野彦右衛門 | 明治41年（1908年）7月20日  | 明治44年（1911年）7月28日  |      |
| 5  | 豊嶋徳之助   | 明治44年（1911年）8月15日  | 大正8年（1919年）8月14日   |      |
| 6  | 氏家秀治     | 大正8年（1919年）10月16日  | 大正12年（1923年）10月15日 |      |
| 7  | 佐々木米吉   | 大正12年（1923年）11月13日 | 昭和2年（1927年）11月12日  |      |
| 8  | 片倉徳治     | 昭和2年（1927年）12月1日   | 昭和6年（1931年）11月30日  |      |
| 9  | 佐々木米吉   | 昭和6年（1931年）12月1日   | 昭和15年（1940年）6月5日   | 再任 |
| 10 | 千葉運吉     | 昭和15年（1940年）10月26日 | 昭和17年（1942年）2月28日  |      |
| 11 | 阿部良造     | 昭和17年（1942年）5月18日  | 昭和21年（1946年）5月17日  |      |
| 12 | 岡田芳之助   | 昭和21年（1946年）6月5日   | 昭和21年（1946年）12月5日  |      |
| 13 | 氏家賢治     | 昭和22年（1947年）4月6日   | 昭和29年（1954年）3月31日  |      |

## 教育
- 西大崎村立西大崎小学校
  - 西大崎村立西大崎小学校川北分校
  - 西大崎村立西大崎小学校中里分校

※川北・中里の両分校は合併後の昭和30年（1955年）4月1日に岩出山小学校の分校へと変更された。
- 西大崎村立西大崎中学校

## 交通

### 鉄道
- 国鉄陸羽東線：駅なし

※合併後の昭和35年（1960年）に上岩出山駅が開業（平成9年（1997年）に西大崎駅に改名）。